# Клермонт (Міннесота)
Клермонт (англ. Claremont) — місто (англ. city) в США, в окрузі Додж штату Міннесота. Населення — 513 особи (2020).

## Географія
Клермонт розташований за координатами 44°2′43″ пн. ш. 92°59′54″ зх. д. / 44.04528° пн. ш. 92.99833° зх. д. (44.045245, -92.998299).  За даними Бюро перепису населення США в 2010 році місто мало площу 2,96 км², уся площа — суходіл.

## Демографія
Згідно з переписом 2010 року, у місті мешкало 548 осіб у 220 домогосподарствах у складі 128 родин. Густота населення становила 185 осіб/км².  Було 249 помешкань (84/км²).
Расовий склад населення:
| - 93,1 % — білих - 0,4 % — азіатів - 0,2 % — чорних або афроамериканців - 5,1 % — осіб інших рас |

До двох чи більше рас належало 1,3 %. Частка іспаномовних становила 15,0 % від усіх жителів.
За віковим діапазоном населення розподілялося таким чином: 29,7 % — особи молодші 18 років, 61,5 % — особи у віці 18—64 років, 8,8 % — особи у віці 65 років та старші. Медіана віку мешканця становила 33,5 року. На 100 осіб жіночої статі у місті припадало 122,8 чоловіків;  на 100 жінок у віці від 18 років та старших — 113,9 чоловіків також старших 18 років.
Середній дохід на одне домашнє господарство  становив 48 446 доларів США (медіана — 43 250), а середній дохід на одну сім'ю — 53 478 доларів (медіана — 45 417). Медіана доходів становила 33 750 доларів для чоловіків та 28 750 доларів для жінок. За межею бідності перебувало 19,8 % осіб, у тому числі 20,6 % дітей у віці до 18 років та 13,6 % осіб у віці 65 років та старших.
Цивільне працевлаштоване населення становило 247 осіб. Основні галузі зайнятості: виробництво — 30,4 %, роздрібна торгівля — 11,7 %, освіта, охорона здоров'я та соціальна допомога — 10,1 %.